# Port lotniczy Rodez-Marcillac
Port lotniczy Rodez-Marcillac (IATA: RDZ, ICAO: LFCR) – port lotniczy położony 10 km od Rodez, w departamencie Aveyron, w regionie Midi-Pireneje, we Francji.

## Linie lotnicze i połączenia
| Linia lotnicza       | Kierunek                                                     |
| -------------------- | ------------------------------------------------------------ |
| Amelia International | 1. Paryż-Orly                                                |
| Ryanair              | Sezonowo: 1. Bruksela-Charleroi 2. Dublin 3. Londyn-Stansted |